# Prêmio Bibi Ferreira 2019
A 7ª Edição da Cerimônia de Entrega dos Prêmios Bibi Ferreira ocorreu no dia 24 de setembro de 2019, no Teatro Renault, na cidade de São Paulo.

## Cerimônia
O período de elegibilidade se iniciou em 1 de julho de 2018 e se estendeu até 21 de junho de 2019, acompanhando produções de musicais e peças teatrais em cartaz na cidade. Em 1 de agosto foram anunciados os indicados às categorias.
A cerimônia foi apresentada por Alessandra Maestrini e Miguel Falabella.
Este foi o primeiro ano em que a premiação consagrou, além de espetáculos musicais, como também teatro de prosa. 

## Indicados e vencedores[5]

### Teatro Musical
| Melhor Musical | Melhor Musical Brasileiro |
| --- | --- |
| O Fantasma da Ópera - Annie - As Cangaceiras - Billy Elliot - Elza - Natasha, Pierre e O Grande Cometa de 1812 - Sunset Boulevard                                                                           | Elza - As Cangaceiras - Doc 70 - Nelson Gonçalves, o Musical - Se Essa Lua Fosse Minha |
| Melhor Versão em Musicais | Melhor Direção em Musicais |
| Natasha, Pierre e O Grande Cometa de 1812 – Fernanda Maia e José Henrique de Paula - Billy Elliot - Mariana Elisabetsky e Victor Mühletahler - Pacto - André Loddi e Leandro Luna                           | Duda Maia – Elza - Fred Hanson - Sunset Boulevard - John Stefaniulk - Billy Elliot - Sergio Módena - As Cangaceiras - Zé Henrique de Paula - Natasha, Pierre e O Grande Cometa de 1812                |
| Melhor Ator | Melhor Atriz |
| Beto Sargentelli – Os Últimos 5 Anos - André Frateschi - Natasha, Pierre e O Grande Cometa de 1812 - André Loddi - Pacto - Gabriel Leone - Natasha, Pierre e O Grande Cometa de 1812 - Leandro Luna - Pacto | Larissa Luz – Elza - Amanda Acosta - As Cangaceiras - Bruna Guerin - Natasha, Pierre e O Grande Cometa de 1812 - Jullie - Nelson Gonçalves, o Musical - Luci Salutes - Se Essa Lua Fosse Minha        |
| Ator Coadjuvante | Atriz Coadjuvante |
| Pedro Arrais – As Cangaceiras - Érico Brás - Dancin’ Days - Frederico Silveira - O Fantasma da Ópera - Marco França - As Cangaceiras - Thiago Machado - Tick, Tick, Boom"                                   | Inah de Carvalho – Billy Elliot - Carol Badra - As Cangaceiras - Carol Bezerra - Natasha, Pierre e O Grande Cometa de 1812 - Ingrid Guimarães - Annie - Lia Canineu - Sunset Boulevard                |
| Revelação em Musicais | Direção Musical |
| Cia Nissi – Rua Azuza - Luiza Gattai, Maria Clara Rosis e Siena Belle – Annie - Pedro Souza, Richard Marques, Tiago Fernandes – Billy Elliot - Felipe Costa, Paulo Gomes e Tavinho Canalle – Billy Elliot   | Daniel Rocha – Annie - Antonia Adnet, Larissa Luz e Pedro Luis – Elza - Carlos Bauzys - Sunset Boulevard - Fernanda Maia – As Cangaceiras - Fernanda Maia – Natasha, Pierre e O Grande Cometa de 1812 |
| Melhor Cenografia | Melhor Figurino |
| Sunset Boulevard – Matt Kinley - Annie - Matt Kinley - Billy Elliot - Michael Carnahan | Sunset Boulevard – Fause Haten - Billy Elliot - Ligia Rocha e Marco Pacheco - Natasha, Pierre e O Grande Cometa de 1812 - Zé Henrique de Paula                                                        |
| Melhor Roteiro Original | Melhor Letra e Música |
| Elza – Vinicius Calderoni - As Cangaceiras - Newton Moreno - Se Essa Lua Fosse Minha - Vitor Rocha | Se Essa Lua Fosse Minha– Elton Towersey e Vitor Rocha - Aparecida – O Musical - Carlos Bauzys e Ricardo Severo - As Cangaceiras - Fernanda Maia e Newton Moreno                                       |
| Melhor Coreografia | Melhor Arranjo Original |
| Annie – Katia Barros - Natasha, Pierre e O Grande Cometa de 1812 - Gabriel Malo - O Frenético Dancin’ Days - Deborah Colker e Jacqueline Motta                                                              | Elza – Letieres Leite - Doc 70 - Jules Vandystadt e Thiago Trajano - Nelson Gonçalves, o Musical - Tony Lucchessi                                                                                     |
| Melhor Desenho de Luz | Melhor Desenho de Som |
| Sunset Boulevard – Corry Pattak - Billy Elliot - Mike Robertson - Elza - Renato Machado | Annie – Gabriel D’Angelo - Aparecida – O Musical - Gabriel D’Angelo - Sunset Boulevard - Tocko Michelazzo                                                                                             |
| Melhor Visagismo em Musicais | |
| Sunset Boulevard – Beto França e Feliciano San Roman - Billy Elliot - Eliseu Cabral - Elza - Uirandê de Holanda                                                                                             | |

### Peça Teatral
| Melhor Peça | Melhor Direção em Peça de Teatro |
| --- | --- |
| Baixa Terapia - A Visita da Velha Senhora - Dogville - O Escândalo de Philipe Dussaert - O Mistério de Irma Vap - Um Panorama Visto da Ponte                                                                              | Jorge Farjalla - O Mistério de Irma Vap - Diego Fortes - Molière - Fernando Philbert - O Escândalo de Philippe Dussaert - Jô Soares – A noite de 16 de Janeiro - Zé Henrique de Paula – Dogville |
| Melhor Ator | Melhor Atriz |
| Luís Miranda - O Mistério de Irma Vap Mateus Solano - O Mistério de Irma Vap - Marcos Caruso - O Escândalo do Philippe Dussaert - Rodrigo Lombardi - Um Panorama Visto da Ponte - Sérgio Mamberti - Visitando o Sr. Green | Suely Franco - Quarta Feira, Sem Falta, Lá em Casa - Denise Fraga - A Visita da Velha Senhora - Mel Lisboa - Dogville - Nathalia Timberg – Através da Iris - Vivianne Pasmanter – Amor Profano   |
| Melhor Ator Coadjuvante | Melhor Atriz Coadjuvante |
| Fábio Assunção - Dogville - Fábio Espósito – Baixa Terapia - Felipe Bragança – O Leão no Inverno - Ricardo Gelli – Visitando o Sr. Green - Sidney Santiago – O Leão no Inverno                                            | Tuna Dwek - A Noite de 16 de Janeiro - Camila dos Anjos - O Leão do Inverno - Ester Laccava – Uísque e Vergonha - Georgette Fadel – Molière - Ilana Kaplan – Baixa Terapia                       |
| Melhor Cenografia | Melhor Desenho de Luz |
| O Mistério de Irma Vap – Marco Lima - Um Beijo para Franz Kafka - Kleber Montanheiro - Num Lago Dourado - Marco Lima | O Mistério de Irma Vap – Cesar Pivetti - Dogville - Fran Barros - O Leão no Inverno - Caetano Vilela                                                                                             |
| Melhor Figurino | Melhor Dramaturgia |
| Dogville – João Pimenta - A Visita da Velha Senhora - Ronaldo Fraga - O Mistério de Irma Vap - Karen Brustolin | A Porta da Frente – Julia Spadaccini - Uísque e Vergonha - Michele Ferreira |

## Resumo
Lista de espetáculos com mais de uma indicação:
| Programa                                  | Indicações | Vitórias |
| ----------------------------------------- | ---------- | -------- |
| Billy Elliot                              | 10         | 1        |
| As Cangaceiras                            | 10         | 1        |
| Natasha, Pierre e O Grande Cometa de 1812 | 10         | 1        |
| Elza                                      | 9          | 5        |
| Sunset Boulevard                          | 9          | 4        |
| O Mistério de Irma Vap                    | 7          | 5        |
| Annie                                     | 7          | 3        |
| Dogville                                  | 7          | 3        |
| Se Essa Lua Fosse Minha                   | 4          | 1        |
| O Leão no Inverno                         | 4          | 0        |
| Baixa Terapia                             | 3          | 1        |
| A Visita da Velha Senhora                 | 3          | 0        |
| Nelson Gonçalves, o Musical               | 3          | 0        |
| O Escândalo de Philipe Dussaert           | 3          | 0        |
| Pacto                                     | 3          | 0        |
| O Fantasma da Ópera                       | 2          | 1        |
| Aparecida, o Musical                      | 2          | 0        |
| Doc 70                                    | 2          | 0        |
| Molière                                   | 2          | 0        |
| O Frenético Dancin’ Days                  | 2          | 0        |
| Uísque e Vergonha                         | 2          | 0        |
| Um Panorama Visto da Ponte                | 2          | 0        |
| Visitando o Sr. Green                     | 2          | 0        |

## Apresentações

### Apresentações principais
- Laila Garin e Luís Miranda - Apresentação dos prêmios Melhor Ator Coadjuvante e Atriz Coadjuvante em Peça de Teatro
- Andrezza Massei e Ivan Parente - Apresentação dos prêmios Melhor Ator Coadjuvante e Atriz Coadjuvante em Musical
- Vanessa Costa - Apresentação do Musical Billy Elliot, o Musical
- Bruno Fagundes e Arthur Berges - Apresentação dos prêmios Melhor Figurino em Musical e em Peça de Teatro e Melhor Cenografia em Peça de Teatro
- Andrea Alves - Apresentação do Musical Elza
- Vivianne Pasmanter e André Frateschi - Apresentação dos prêmios Melhor Visagismo e Desenho de Luz em Musical e em Peça de Teatro
- Sérgio Módena - Apresentação do Musical As Cangaceiras
- Carmo Dalla Vecchia e Paula Capovilla - Apresentação dos prêmios Melhor Desenho de Som, Arranjo Original e Letra e Música em Musical
- Sara Sarres - Apresentação do Musical Annie
- Malu Rodrigues e Leonardo Miggiorin - Apresentação dos prêmios Melhor Coreografia e Direção Musical em Musicais
- Alessandra Maestrini - Apresentação do prêmio Voto Popular
- Bruna Guerin e André Frateschi - Apresentação do Musical Natasha Pierre e o Grande Cometa de 1812
- Kacau Gomes e Kiara Sasso - Apresentação dos prêmios Melhor Roteiro Original em Musical, Melhor Dramaturgia em Peça de Teatro e Melhor Versão em Musical
- Carol Costa e Mateus Ribeiro - Apresentação dos prêmios Melhor Direção em Peça de Teatro e em Musical
- Diego Montez - Apresentação do Prêmio Melhor Revelação em Musical
- Marcelo Serrado - Introdução ao número musical da homenagens In Memoriam
- Ingrid Guimarães e Larissa Manoela - Apresentação dos prêmios Melhor Ator e Melhor Atriz em Musical
- Emanuelle Araújo e Leopoldo Pacheco - Apresentação dos prêmios Melhor Ator e Melhor Atriz em Peça de Teatro
- Miguel Falabella - Apresentação dos prêmios Melhor Peça de Teatro, Melhor Musical Brasileiro e Melhor Musical

### Apresentações Musicais
- Alessandra Maestrini e Miguel Falabella - Abertura
- Pedro Souza, Richard Marques, Tiago Fernandes - Apresentação do número musical "Eletricidade" de Billy Elliot, o Musical
- Larissa Luz - Apresentação do número musical "Fadas" de Elza
- Amanda Acosta, Vera Zimmermann, Carol Badra e elenco - Apresentação do número musical "O Brado Perdido" de As Cangaceiras
- Luiza Gattai, Maria Clara Rosis e Siena Belle - Apresentação do número musical "Amanhã" de Annie
- Carol Bezerra - Apresentação do número musical "Charmantê" de Natasha Pierre e o Grande Cometa de 1812
- Herson Capri, Kiara Sasso, Larissa Manoela e Maria Netto - Homenagem "In Memoriam"
- Kacau Gomes, Fabi Bang e Vânia Canto - Apresentação de encerramento "Lady Marmalade" de Moulin Rouge